# Witelo

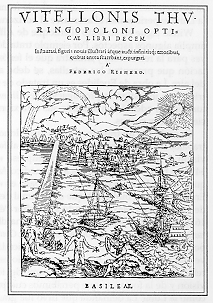
Portada del Vitellonis Thuringopoloni opticae libri decem ("Diez libros de óptica por el turingio-polaco Witelo")

Witelo (también llamado Erazmus Ciolek Witelo; Witelon; Vitellio; Vitello; Vitello Thuringopolonis; Vitulon; Erazm Ciołek; nacido ca. 1237, probablemente en Legnica en Baja Silesia; fallecido probablemente entre 1280 y 1290, quizá hasta 1314) fue un fraile, teólogo y filósofo natural (físico) polaco. Es una importante figura en la historia de la filosofía polaca.

## Biografía
La madre de Witelo era de una noble familia polaca, mientras que su padre fue un alemán de Turingia. Se llamaba a sí mismo, en latín, "Thuringorum et Polonorum filius" — "hijo de turingios y polacos". Estudió en la Universidad de Padua hacia 1260, y luego se mudó a Viterbo. Entabló amistad con Guillermo de Moerbeke, traductor de Aristóteles. La mayor obra conocida de Witelo sobre óptica, Perspectiva, que fue terminada alrededor los años 1270-1278, estaba dedicada a Guillermo.

## Perspectiva

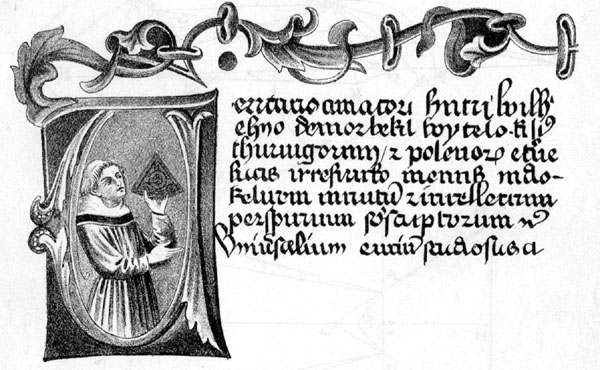
Página de un manuscrito de De Perspectiva, que incluye una miniatura de su autor Witelo.

Perspectiva estaba fuertemente influenciada por el trabajo del polímata persa Alhacén (también conocido como Ibn al-Haytham; fallecido ca. 1041) y a la vez influenció poderosamente a científicos posteriores, en particular a Johannes Kepler. El tratado de óptica de Witelo estaba estrechamente vinculada a la versión latina de la obra árabe de Ibn al-Haytham: Kitāb al-Manāẓir (El Libro de la Óptica; De aspectibus o Perspectivae), y ambos fueron impresos en la edición de Friedrich Risner de Opticae Thesaurus (Basilea, 1572).
La Perspectiva de Witelo influyó también a las teorías renacentistas de la perspectiva. El Commentario terzo de Lorenzo Ghiberti se basó en la traducción al italiano de la obra de Witelo.
El tratado de Witelo también contiene bastante material sobre psicología, delinenado visiones que se aproximan a las nociones modernas de asociación de ideas y de subconsciente. 
Perspectiva también incluye discusiones metafísicas platónicas. Witelo argumentó que existen cuerpos intelectuales y corpóreos, conectados por causalidad (correspondiendo a la doctrina idealista de lo universal y lo actual), emanando desde Dios en forma de Luz Divina. La misma luz es, para Witelo, la primera de todas las entidades sensibles, y sus visiones sobre la luz son similares a las sostenidas por Roger Bacon.

## Otras obras
En Perspectiva, Witelo se refiere a otras obras que él había escrito con anterioridad, pero la mayoría de ellas no han sobrevivido, aunque De Natura Daemonum ("Sobre la naturaleza del demonio") y De Primaria Causa Paenitentiae ("Sobre la principal causa de la penitencia") han sido redescubiertas.

## Eponimia
- El cráter lunar Vitello lleva este nombre en su memoria.[5]